# Riviersonderend (rivier)

De rode lijn toont de rivier met daaraan gelegen de gelijknamige plaats, even ten zuiden van de gelijknamige bergen met het gelijknamige natuurgebied. In blauw de Breede.

De Riviersonderend is een rivier in de provincie West-Kaap van Zuid-Afrika. De rivier ontspringt ten zuiden van Franschhoek en Villiersdorp aan de oostkant van de Hottentots-Hollandbergen. Het is moeilijk de precieze bron aan te geven omdat er veel bergbeekjes samenkomen. Vervolgens loopt de rivier door de districten van Caledon en Swellendam naar het oostzuidoosten evenwijdig aan en ten zuiden van de gelijknamige Riviersonderendbergen die nu een beschermd natuurgebied vormen, met name omdat zij belangrijk zijn voor de waterwinning voor de stad Kaapstad. De rivier mondt 16 km ten westen van Swellendam uit in de Breederivier, waar hij de belangrijkste zijtak van is.

## Stroomgebied
Het stroomgebied bedraagt 2.217 km², maar het gebied ten zuiden van Franschhoek ontvangt 's winters veel neerslag (tot 2.500 mm per jaar) terwijl in de vlakte dit slechts 500 mm per jaar bedraagt. De rivier stroomt door een gebied dat slechts een beperkt landbouwpotentiaal heeft en weinig stedelijke of industriële ontwikkeling. Tussen rietlanden en uitheemse bomen door stroomt de rivier langs Genadendal, onder de Beinbrechtbrug door, Greyton voorbij en bereikt dan de plaats met dezelfde naam Riviersonderend. Vervolgens vloeit hij ten noorden van de N1 tot aan Stormsvlei. De rivier is hier breed en diep. Daarna passeert hij de Hessequakloof en mondt dan uit in de Breederivier. De aanwezigheid van palmiet heeft geleid tot blokkades en het ontstaan van plassen en geulen in het stroomgebied. In de 19e eeuw was er zelfs sprake van stranden langs de rivier, maar rietgroei en invasieve soorten zoals de Port Jackson-boom hebben die doen verdwijnen.

## Benaming
De Hessequa-stam van de Khoi die in de 17e en 18e eeuw dit gebied bewoonde, noemde de rivier de Kamma-kan-Kamma wat waarschijnlijk zoiets als water-overal-water betekent en verwees naar de vele zijtakken die de rivier voedden. De zendeling Georg Schmidt heeft onder deze mensen gewerkt. Hieronymous Cruse heeft al in 1669 de naam rivier-zonder-einde (in Grieks en Latijn: ateleuteton, sive sine fine flumen) vermeld.

## Pioniers
Vanaf de stichting van de Nederlandse Kaapkolonie is vrijwel iedereen die verder oostwaarts wilde reizen de Hottentos-Hollandbergen overgestoken en heeft de loop van deze rivier gevolgd. De bossen eromheen leverden veel geelhout en stinkhout dat voor meubels en voor wagens gebruikt werd. Geleidelijk ontstonden er ook boerderijen waarvan sommige nog bestaan, hoewel de namen soms Engels geworden zijn. The Oaks was bijvoorbeeld oorspronkelijk Hartebeestkraal. Ten noorden van de river op de plaats waar vanuit het zuiden de Kwartelrivier zich aansluit ligt Nethercourt dat destijds een veepost van de VOC was en Het Ziekenhuis heette. Een andere veepost was Zoetemelksvlei. De plaats Riviersonderend is gevestigd op de Tygerhoek en even ten oosten daarvan ligt de hoeve Vaandrigsdrif die vernoemd is naar de vaandrig Isaaq Schrijver die daar op 13 januari 1689 een bezoek gebracht heeft. Andere historische hoeves zijn Ganzekraal, Appelskraal, Van der Wattskraal en Lindeshof.

## Stuwmeren
De zendelingen van Genadendal zijn al begonnen met bevloeiing. In de bovenloop bevindt zich nu de Theewaterskloofdam.
- Virtual International Authority File: 148132782